# Річард Морґан
Річард Морґан (англ. Richard K. Morgan; нар. 1965, у США знаний як Річард К. Морґан) – британський письменник у жанрах наукової фантастики та фентезі.
Події у книгах Морґана, як правило, розгортаються у пост-екстропіанському антиутопічному світі. У виносці з однієї з і своїх книг Морґан говорить:
Суспільство, завжди було і буде структурою з експлуатації та гноблення більшості за допомогою систем політичної сили, що диктується елітою, підсиленою бандитами, одягненими у форму чи ні, та де навмисно підтримується невігластво та дурість переважної більшості пригніченої системою.

## Біографія
Народився у Лондоні та виріс у селі Хетерсетт недалеко від Норвіча. Морґан вивчав історію у Куїнз-коледжі, Кембридж. Після закінчення коледжу він став вчителем англійської мови, щоб мати змогу подорожувати по світу. Після 14 років  роботи в університеті Стратклайд він опублікував перший роман і став письменником.

## Літературна кар'єра
У 2002 році був опублікований перший роман Морґана —   «Видозмінений вуглець». Він поєднує в собі елементи кіберпанку та грубої детективної літератури у головній ролі із антигероєм Такеші Ковачем. Права на екранізацію книги було продано за $1,000,000 продюсеру фільму Джоелу Сілверу, що дозволило Морґану повністю зосередитись на письменництві. 2003 року американське видання роману отримало премію Філіпа К. Діка.
У 2003 було видано продовження «Видозміненого вуглецю» — «Зламані Ангели», знов у головній ролі з Такеші Ковачем.
Ринкові сили, перший роман Морґана не про Ковача, де події розгортаються у не надто віддаленому майбутньому. Спочатку книга була написана як коротка історія та як сценарій (обидві не опубліковані). Після успіху перших двох книг, вона також вийшла у вигляді роману та фільму.
Третій роман Морґана про Такеші Ковача, який він подав як  фінал історії, Розбурхані фурії, вийшов у Великій Британії в березні 2005 року і в США у вересні 2005 року.
Морґан також написав дві мінісерії коміксів по 6 випусків для Marvel Comics у серії Marvel Knights. Його перша історія, «Чорна Вдова: Повернення» публікувалася щомісячно у 2004 році, а продовження «Black Widow: The Things They Say About Her»  у 2005 році.
Обидві серії доступні як колекційні видання. За даними офіційного сайту Морґана, серії були «артефактами обмеженого випуску» і навряд чи вийде продовження.
Чорний чоловік вийшов у травні 2007 року у Великій Британії і в червні 2007 року в США (як тринадцять або Th1rte3n). За словами автора, книга розповідає про обмеження фізичного тіла і про те, що ви замкнені у тілі і не можете нічого з цим зробити. Про це він не написав у всесвіті Такеші Ковача, тому що Ковач і люди як він могли уникнути смерті просто перейшовши у нове тіло. Роман у 2008 році отримав премію Артура Кларка.
Морґан також написав фентезійну трилогію з головним героєм геєм, «Земля Для Героїв», перший том якої має назву The Steel Remains і був опублікований у серпні 2008 року у Великій Британії та 20 січня 2009 року в США.
Другий том під назвою The Cold Commands був опублікований у 2011 році, а третя книга серії, The Dark Defiles була опублікована 17 серпня 2014 року.
Liber Primus Games, що розробила Нарборион: Сага [Архівовано 19 грудня 2021 у Wayback Machine.] заснована на трилогії автора «Земля Для Героїв». Перша гра була видана [Архівовано 19 грудня 2019 у Wayback Machine.] для Android, Apple і Amazon Kindle Fire 4 листопада 2015 року.
Крім того, Морґан працював із компаніями Electronic Arts та Crytek у якості провідного письменника для їх гри Crysis 2. 2008 року він співпрацював як письменник із Starbreeze для переосмислення гри Синдикат.

### Романи про Такеші Ковача
- Видозмінений вуглець (2002) ISBN 0-575-07390-X
- Зламані янголи (2003) ISBN 0-575-07550-3
- Пробуджені фурії (2005) ISBN 0-575-07325-X

### Земля Для Героїв
- Сталеві останки (2008) ISBN 0-575-07792-1
- Холодної команд (2011) ISBN 0-575-07793-X
- Темні Поганит (2014) ISBN 0575088605

### Інші романи
- Ринкових сил (2004) ISBN 0-575-07584-8
- Чорний чоловік (2007) ISBN 0-575-07513-9 (відомий як тринадцять або Th1rte3n в США ISBN 0-345-48525-4)

### Графічні романи
- Чорна Вдова: повернення додому (2005) ISBN 0-7851-1493-9
- Чорна Вдова: те, що вони говорять про неї (2006) ISBN 0-7851-1768-7

### Відеоігри
- Crysis 2 (2011)
- Syndicate (2012)
- A Land Fit For Heroes (2015)

## Переклади українською
- Ричард К. Морґан. Видозмінений вуглець / пер. з анг. Марія Пухлій. — К. : КМ-Букс, 2019. — 600 с. — ISBN 978-966-948-227-3.
- Ричард К. Морґан. Зламані янголи / пер. з анг. Марія Пухлій. — К. : КМ-Букс, 2020. — 576 с. — ISBN 978-966-948-228-0.
- Ричард К. Морґан. Пробуджені фурії / пер. з анг. Віталій Ракуленко. — К. : КМ-Букс, 2020. — 672 с. — ISBN 978-966-948-238-9.

## Екранізації
- Видозмінений вуглець — телесеріал Netflix (2018)

## Зовнішні посилання
- Офіційний сайт
- Richard Morgan на сайті Internet Speculative Fiction Database (англ.)